# コロナホール
コロナホール（Coronal hole）は、太陽のコロナが平均よりも暗く、冷たく、密度が低い領域である。コロナの構造の解明のために地球の大気外に打ち上げられたスカイラブ計画のX線望遠鏡によって発見された。コロナホールは、開いた磁力線が密集した単極に繋がっている。太陽活動の極小期には、コロナホールは主に極地方で見られるが、極大期にはどこにでも存在しうる。太陽風の速い成分は、開いた磁力線に沿って移動し、コロナホールを通ることが知られている。